# Opius troyensis
Opius troyensis är en stekelart som beskrevs av Fischer 1964. Opius troyensis ingår i släktet Opius och familjen bracksteklar. Inga underarter finns listade i Catalogue of Life.